# Ewa Słaby
Ewa Wiesława Słaby (ur. 21 grudnia 1954) – profesor nauk o Ziemi, geochemik-petrolog, specjalista z zakresu modelowania procesów wysokotemperaturowych magmowych-wulkanicznych i hydrotermalnych w skali makro i mikro, dyrektor Instytutu Nauk Geologicznych PAN.

## Życiorys
Ukończyła w roku 1978 studia na Uniwersytecie Warszawskim na Wydziale Geologii, broniąc pracę z zakresu petrografii. W roku 1988 obroniła na tej uczelni doktorat prowadząc prace badawcze we współpracy z uniwersytetem Kraju Saary. Habilitowała się w roku 2000 (pisząc pracę we współpracy z Freie Universität w Berlinie) uzyskując nagrodę Rektora Uniwersytetu Warszawskiego. W roku 2009 otrzymała tytuł profesora, 3 marca 2010 otrzymała nominację z rąk prezydenta Lecha Kaczyńskiego.
Od 1980 jako asystent, od 1990 adiunkt, od 2000 profesor nadzwyczajny. W latach 1999–2005 pełniła kolejne trzy kadencje funkcję prodziekana. W latach 2007 i 2009 pracowała na Université Blaise-Pascal w Clermont-Ferrand jako profesor wizytujący. Od 2009 pracuje w Instytucie Nauk Geologicznych PAN jako profesor tytularny będąc kolejno zastępcą dyrektora Instytutu, od 2016 jest jego dyrektorem. Była od 2016 wiceprezydentem Europejskiej Unii Mineralogicznej. W październiku 2020 została jej prezydentem.
Jest zamężna, syn Jerzy Słaby.

## Nagrody
- Indywidualna nagroda pierwszego stopnia Rektora UW  w roku 2000 za pracę “Indicative significance of water environment in zeolitic structure - a study using experimentally grown cancrinite and analcime“.
- Indywidualne nagrody Rektora UW za osiągnięcia w nauczaniu: 1981, 1982
- Indywidualne nagrody Rektora UW za osiągnięcia naukowe: 1996, 1997, 2000, 2002, 2003, 2005, 2006, 2007, 2008, 2010
- Złoty Krzyż Zasługi w 2016.

## Publikacje
Opublikowała ponad 140 prac naukowych. Współczynnik cytowań Google Scholar wynosił 1088 (na koniec roku 2021). Indeks Hirscha - 12.